# Висока (Молдова)
Висока (рум. Visoca) — село в Сорокском районе Молдавии. Относится к сёлам, не образующим коммуну.

## История
До 1 января 2000 село входило в состав Дондюшанского района. 

## География
Село расположено на севере Сорокского района в 40 км от Сорок и в 5 км от трассы республиканского значения Сороки—Отачь на высоте 238 метров над уровнем моря. В собственности села находится 2500 га пахотной земли, 500 га пастбищ, 350 га леса, 9 озёр, 2 каменных карьера. Близлежащие сёла: Телешовка, Кришкауцы, Деркауцы и Малкауцы.

## Население
По данным переписи населения 2004 года, в селе Висока проживает 2375 человек (1139 мужчин, 1236 женщин).
Этнический состав села:
| Национальность | Число жителей | Процентный состав |
| -------------- | ------------- | ----------------- |
| молдаване      | 2343          | 98,65             |
| украинцы       | 14            | 0,59              |
| русские        | 9             | 0,38              |
| румыны         | 8             | 0,34              |
| прочие         | 1             | 0,04              |
| Всего          | 2375          | 100 %             |

## Инфраструктура
В селе работают рынок, средняя школа, вспомогательная школа-интернат, магазины, банковский филиал, больница, дом культуры, ветеринарный центр и др.